# (2944) Peyo
(2944) Peyo est un astéroïde de la ceinture principale découvert le 31 août 1935 par l'astronome allemand Karl Wilhelm Reinmuth. Le lieu de découverte est Heidelberg (024). Sa désignation provisoire était 1935 QF.